# Aizy-Jouy
Pour les articles homonymes, voir Jouy.
Aizy-Jouy est une commune française située dans le département de l'Aisne en région Hauts-de-France.

## Géographie

### Localisation
Aizy-Jouy est située juste au nord de Vailly-sur-Aisne.

### Communes limitrophes
Le territoire de la commune est limitrophe de huit communes, dont une Vaudesson, n'est limitrophe que sur quelques mètres.
| Vaudesson           | Chavignon        | Pargny-Filain |
| Sancy-les-Cheminots | Aizy-Jouy        | Filain        |
| Celles-sur-Aisne    | Vailly-sur-Aisne | Ostel         |

### Hydrographie

#### Réseau hydrographique
La commune est située dans le bassin Seine-Normandie. Elle est drainée par le Fond de Boulancourt, le cours d'eau 01 de Bois Meunier, le cours d'eau 01 de Jouy, le cours d'eau 01 de la commune de Celles-sur-Aisne, le fossé de la Fontaine aux Fresnes et le fossé du Mont Sans Pain,,.

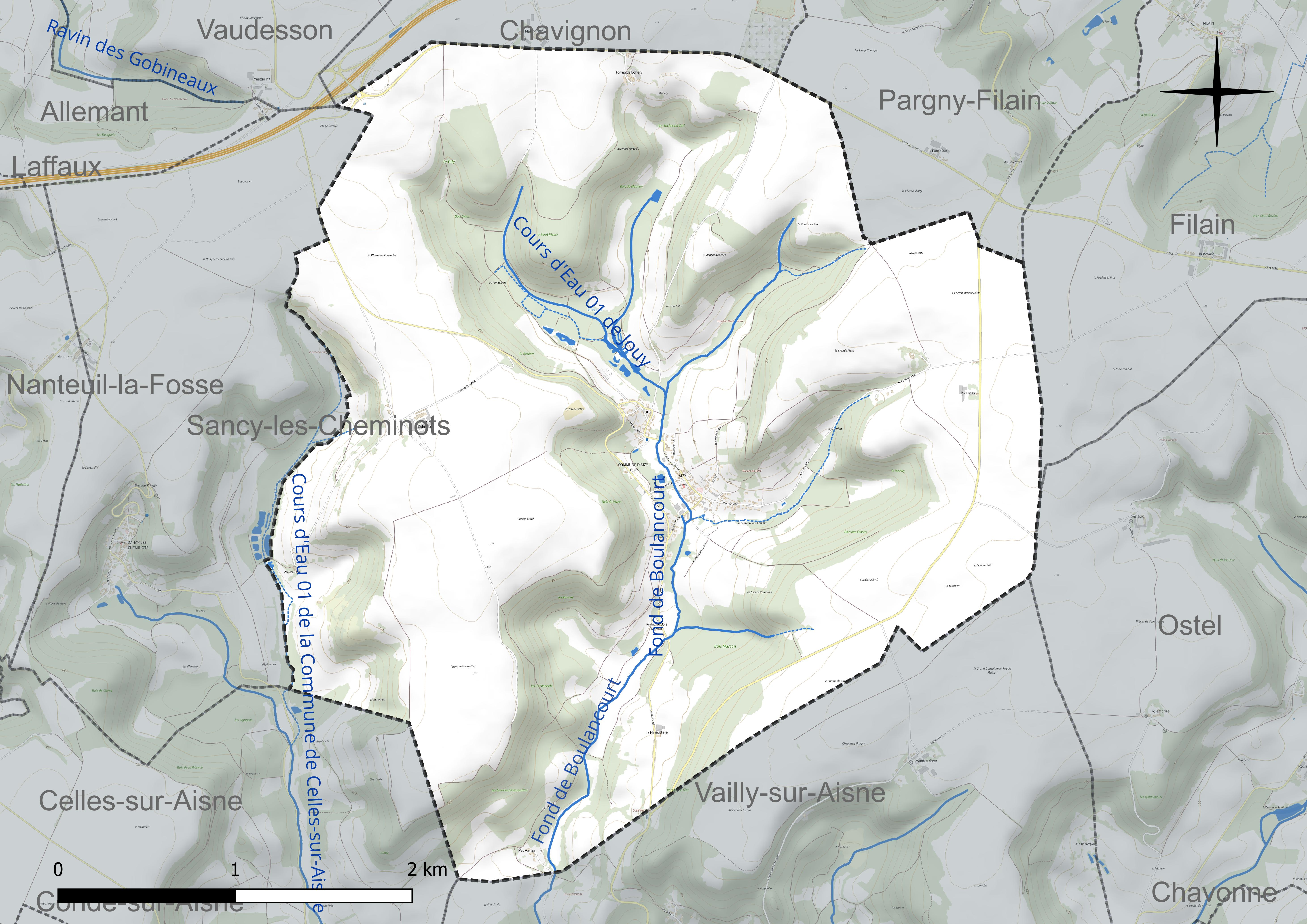
Réseau hydrographique d'Aizy-Jouy.

#### Gestion et qualité des eaux
Le territoire communal est couvert par le schéma d'aménagement et de gestion des eaux (SAGE) « Aisne Vesle Suippe ». Ce document de planification, dont le territoire s'étend sur 3 096 km2 répartis sur trois départements (Aisne, Marne et Ardennes) et deux régions (Champagne-Ardenne et Picardie), a été approuvé le 16 décembre 2013. La structure porteuse de l'élaboration et de la mise en œuvre est le Syndicat d'aménagement des bassins Aisne Vesle Suippe (SIABAVES).
La qualité des cours d'eau peut être consultée sur un site spécial géré par les agences de l'eau et l'Agence française pour la biodiversité.

### Climat
Pour des articles plus généraux, voir Climat des Hauts-de-France et Climat de l'Aisne.
En 2010, le climat de la commune est de type climat océanique dégradé des plaines du Centre et du Nord, selon une étude du CNRS s'appuyant sur une série de données couvrant la période 1971-2000. En 2020, Météo-France publie une typologie des climats de la France métropolitaine dans laquelle la commune est exposée à un climat océanique altéré et est dans la région climatique Nord-est du bassin Parisien, caractérisée par un ensoleillement médiocre, une pluviométrie moyenne régulièrement répartie au cours de l'année et un hiver froid (3 °C).
Pour la période 1971-2000, la température annuelle moyenne est de 10,2 °C, avec  une amplitude thermique annuelle de 14,9 °C. Le cumul annuel moyen de précipitations est de 727 mm, avec 11,7 jours de précipitations en janvier et 8,9 jours en juillet. Pour la période 1991-2020 la température moyenne annuelle observée sur la station météorologique la plus proche, située sur la commune de Braine à 10 km à vol d'oiseau, est de 11,3 °C et le cumul annuel moyen de précipitations est de 662,7 mm,. Pour l'avenir, les paramètres climatiques de la commune estimés pour 2050 selon différents scénarios d'émission de gaz à effet de serre sont consultables sur un site spécial publié par Météo-France en novembre 2022.

## Urbanisme

### Typologie
Au 1er janvier 2024, Aizy-Jouy est catégorisée commune rurale à habitat dispersé, selon la nouvelle grille communale de densité à 7 niveaux définie par l'Insee en 2022.
Elle est située hors unité urbaine. Par ailleurs la commune fait partie de l'aire d'attraction de Soissons, dont elle est une commune de la couronne,. Cette aire, qui regroupe 92 communes, est catégorisée dans les aires de 50 000 à moins de 200 000 habitants,.

### Occupation des sols
L'occupation des sols de la commune, telle qu'elle ressort de la base de données européenne d'occupation biophysique des sols Corine Land Cover (CLC), est marquée par l'importance des territoires agricoles (67,8 % en 2018), une proportion identique à celle de 1990 (67,8 %). La répartition détaillée en 2018 est la suivante : 
terres arables (55,2 %), forêts (32,2 %), prairies (7,6 %), zones agricoles hétérogènes (5 %).
L'évolution de l'occupation des sols de la commune et de ses infrastructures peut être observée sur les différentes représentations cartographiques du territoire : la carte de Cassini (XVIIIe siècle), la carte d'état-major (1820-1866) et les cartes ou photos aériennes de l'IGN pour la période actuelle (1950 à aujourd'hui).

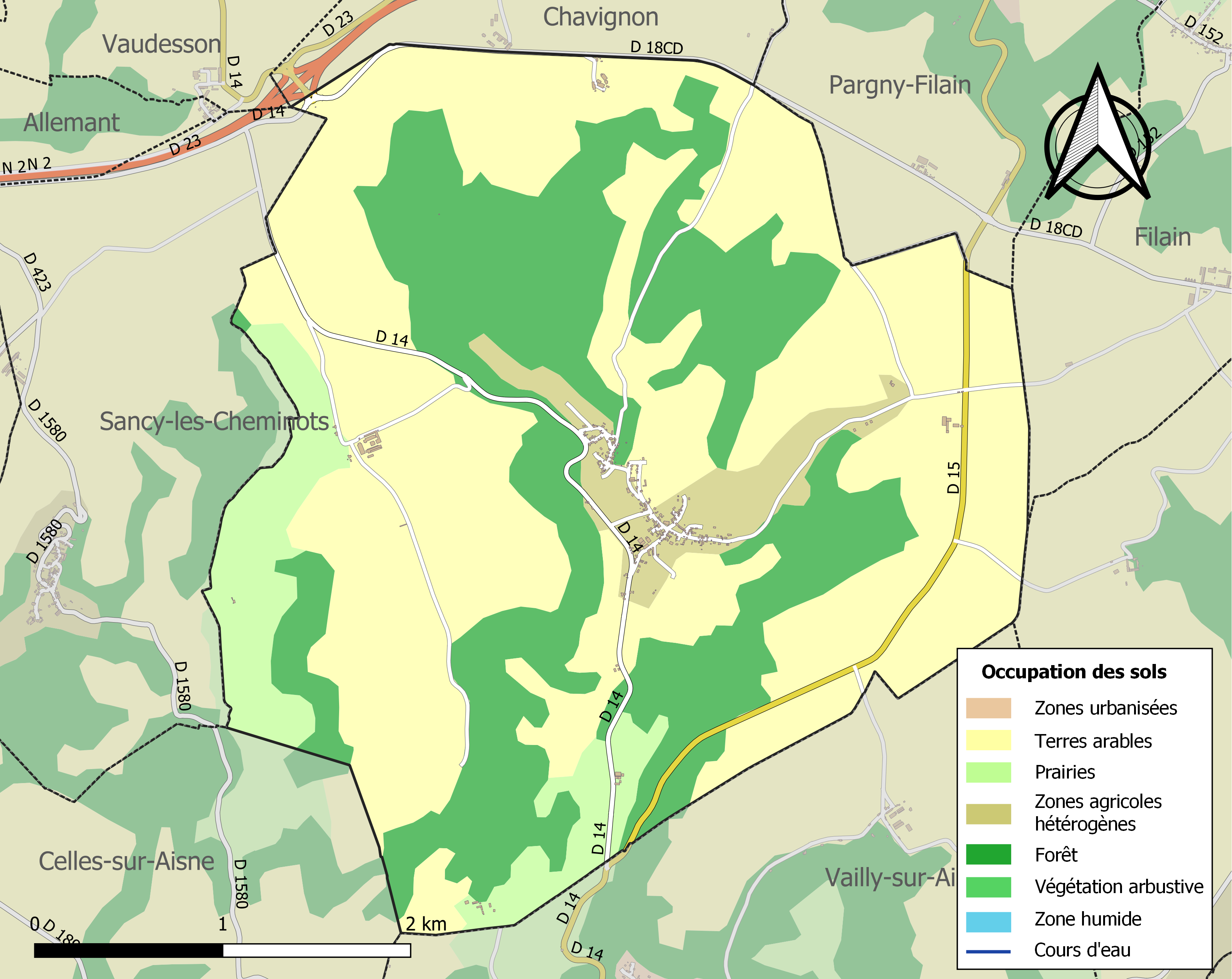
Carte des infrastructures et de l'occupation des sols de la commune en 2018 (CLC).

## Toponymie
Aizy-Jouy est né de la fusion des communes d'Aizy et de Jouy en 1972.
Aizy est attesté sous les formes Aziacus en 858 puis Aisacus en 1147.
Jouy est attesté sous les formes Joi (1147) ; Joiacum (1184) ; Joy (1322).

## Histoire
En 1972, les deux communes de Aizy et de Jouy fusionnèrent pour constituer Aizy-Jouy à la suite de l'arrêté préfectoral du 24 janvier 1972.

## Politique et administration

### Découpage territorial
La commune d'Aizy-Jouy est membre de la communauté de communes du Val de l'Aisne, un établissement public de coopération intercommunale (EPCI) à fiscalité propre créé le 28 décembre 1994 dont le siège est à Presles-et-Boves. Ce dernier est par ailleurs membre d'autres groupements intercommunaux.
Sur le plan administratif, elle est rattachée à l'arrondissement de Soissons, au département de l'Aisne et à la région Hauts-de-France. Sur le plan électoral, elle dépend du  canton de Fère-en-Tardenois pour l'élection des conseillers départementaux, depuis le redécoupage cantonal de 2014 entré en vigueur en 2015, et de la cinquième circonscription de l'Aisne  pour les élections législatives, depuis le dernier découpage électoral de 2010.

### Administration municipale
| Période                                  | Période                       | Identité           | Étiquette | Qualité                                      |
| ---------------------------------------- | ----------------------------- | ------------------ | --------- | -------------------------------------------- |
| Les données manquantes sont à compléter. |                               |                    |           |                                              |
| avant 1988                               | ?                             | Jean-Claude Bleuse |           |                                              |
| mars 2001                                | mars 2008                     | Éric De Wulf       |           |                                              |
| mars 2008                                | 2014                          | Yannick Lecluze    |           |                                              |
| mars 2014                                | juillet 2020                  | Éric De Wulf       |           | Agriculteur                                  |
| juillet 2020                             | En cours (au 28 juillet 2020) | Amadéo Neca        |           | Ingénieurs et cadres techniques d'entreprise |

## Démographie
Avant 1971, les communes de Aizy et de Jouy étant distinctes, leur population était dénombrée séparément. En 1954, Aizy comptait 242 habitants et Jouy 140.

L'évolution du nombre d'habitants est connue à travers les recensements de la population effectués dans la commune depuis 1793. Pour les communes de moins de 10 000 habitants, une enquête de recensement portant sur toute la population est réalisée tous les cinq ans, les populations de référence des années intermédiaires étant quant à elles estimées par interpolation ou extrapolation. Pour la commune, le premier recensement exhaustif entrant dans le cadre du nouveau dispositif a été réalisé en 2006.

En 2022, la commune comptait 308 habitants, en évolution de +6,57 % par rapport à 2016 (Aisne : −1,97 %, France hors Mayotte : +2,11 %).
| 1793 | 1800 | 1806 | 1821 | 1831 | 1836 | 1841 | 1846 | 1851 |
| ---- | ---- | ---- | ---- | ---- | ---- | ---- | ---- | ---- |
| 324  | 318  | 271  | 318  | 377  | 402  | 431  | 422  | 426  |

| 1856 | 1861 | 1866 | 1872 | 1876 | 1881 | 1886 | 1891 | 1896 |
| ---- | ---- | ---- | ---- | ---- | ---- | ---- | ---- | ---- |
| 380  | 405  | 434  | 362  | 352  | 333  | 333  | 282  | 282  |

| 1901 | 1906 | 1911 | 1921 | 1926 | 1931 | 1936 | 1946 | 1954 |
| ---- | ---- | ---- | ---- | ---- | ---- | ---- | ---- | ---- |
| 264  | 257  | 281  | 153  | 275  | 277  | 281  | 244  | 242  |

| 1962 | 1968 | 1975 | 1982 | 1990 | 1999 | 2006 | 2011 | 2016 |
| ---- | ---- | ---- | ---- | ---- | ---- | ---- | ---- | ---- |
| 207  | 193  | 232  | 206  | 230  | 242  | 257  | 301  | 289  |

| 2021 | 2022 | - | - | - | - | - | - | - |
| ---- | ---- | - | - | - | - | - | - | - |
| 303  | 308  | - | - | - | - | - | - | - |

## Culture locale et patrimoine

### Lieux et monuments
- L'ancienne église Saint-Médard d'Aizy détruite pendant la Première Guerre mondiale était classée. Il n'en subsiste plus que le portail sud.
- La nouvelle église Saint-Médard d'Aizy, construite après la guerre 1914-1918.
- L'église Saint-Bandry de Jouy, reconstruite après la guerre 1914-1918.
- Monument aux morts.
- Ancienne mairie-école, 7 rue de Chavignon.
- La creute du Caïd : le terme « creute » désigne une carrière en patois. Il s'agit d'une carrière de pierre exploitée pendant un siècle et demi et occupée par les belligérants pendant la Première Guerre mondiale. Ceux-ci ont laissé des dessins rupestres dont certains sont d'une grande qualité. Ils ont d'ailleurs été classés « monuments historiques » le 27 septembre 1999[32].

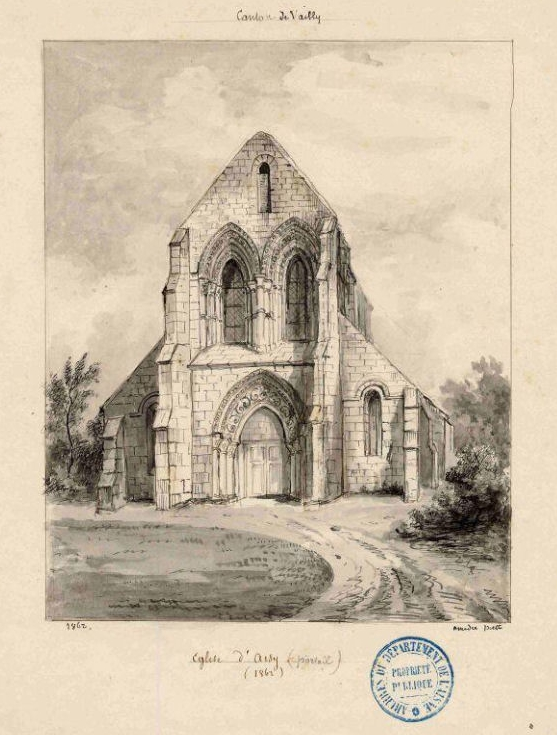
L'ancienne église d'Aizy en 1181 par Amédée Piette (1808-1883).
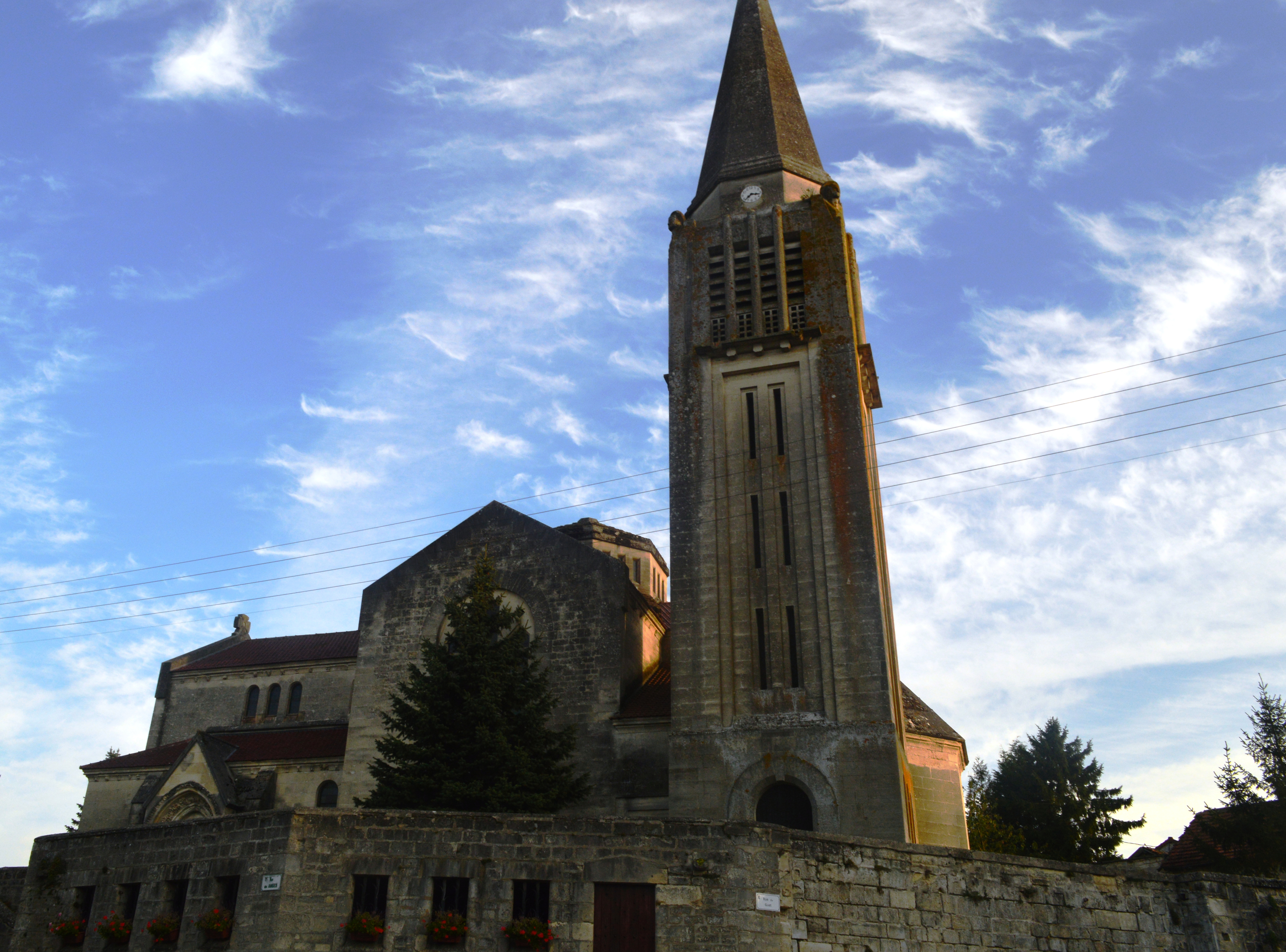
Église Saint-Médard d'Aizy.
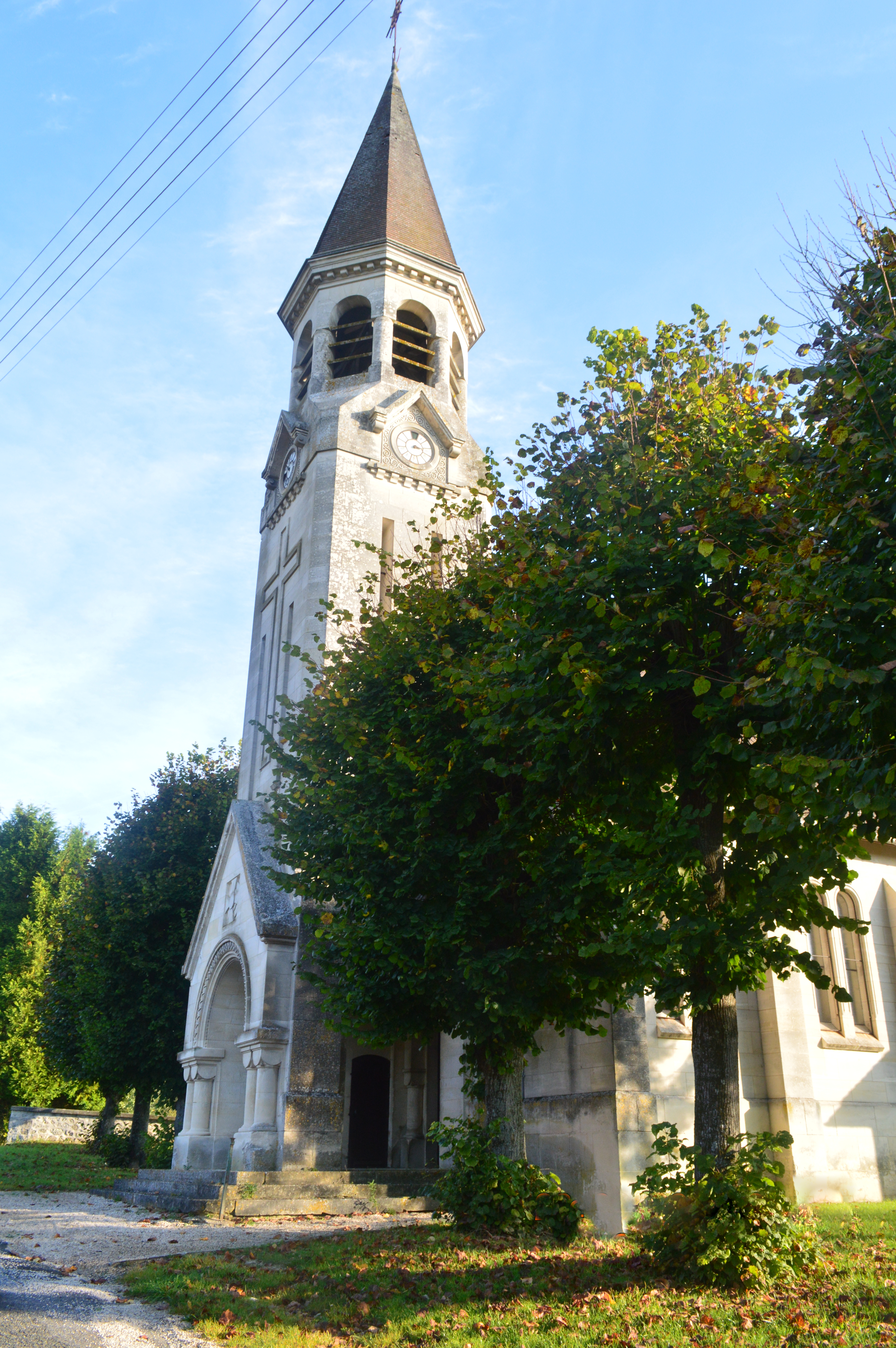
Église Saint-Bandry de Jouy.
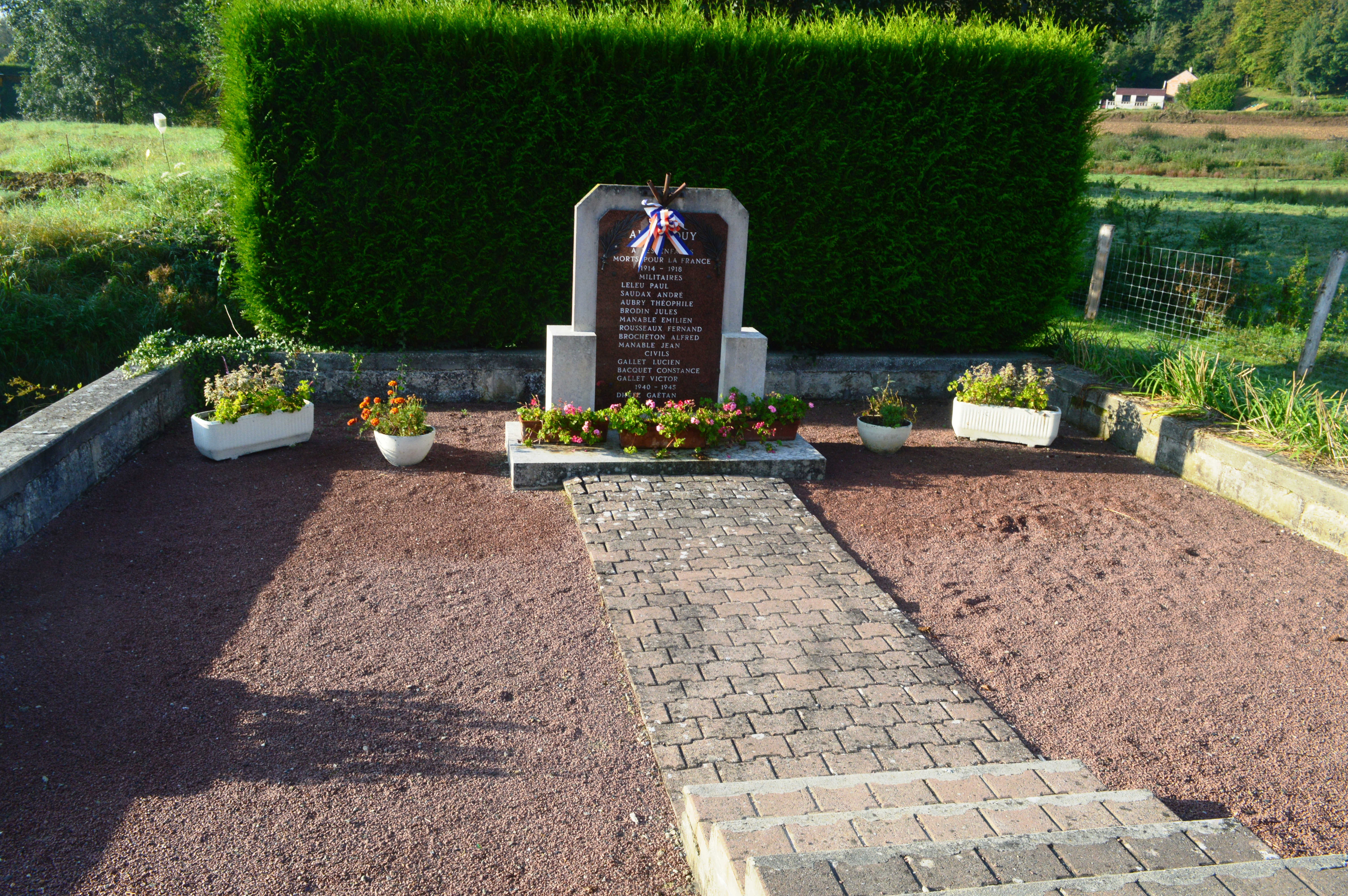
Monument aux morts.
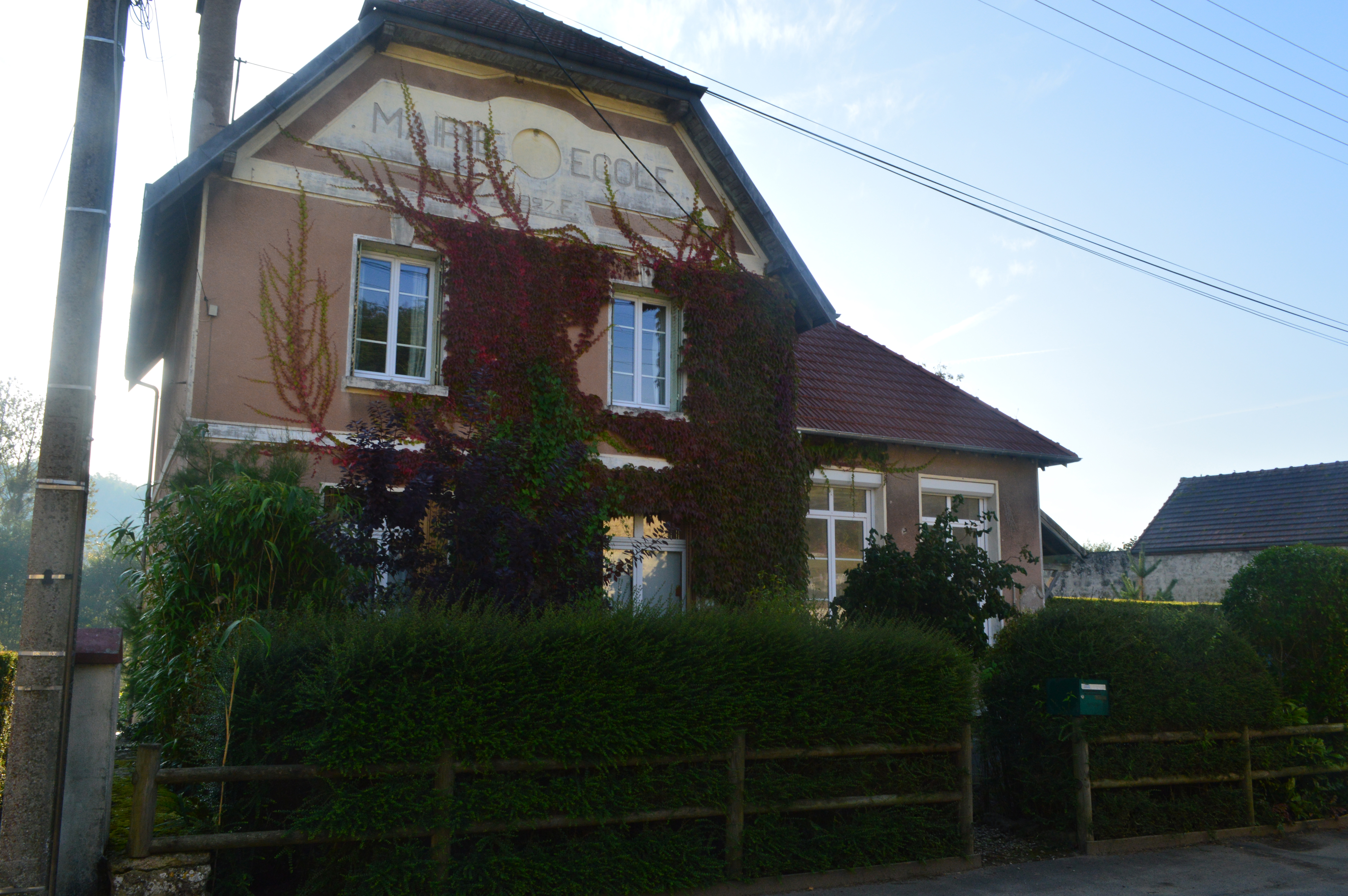
Ancienne mairie-école.

## Pour approfondir